# Théophile Robert
Pour les articles homonymes, voir Robert.
Théophile Robert est un homme politique français né le 10 avril 1798 à Auxerre (Yonne) et décédé le 3 septembre 1849 à Paris.

## Biographie
Propriétaire terrien, il est un opposant actif contre la Monarchie de Juillet. Commissaire du gouvernement de l'Yonne en février 1848, il est député de l'Yonne de 1848 à 1849, siégeant à l'extrême gauche, au groupe de la Montagne. 